# Lehtmetsa
Lehtmetsa är en by i Estland. Den ligger i Anija kommun och i landskapet Harjumaa, 40 km öster om huvudstaden Tallinn. Antalet invånare var 719 år 2011.
Lehtmetsa ligger 50 meter över havet och terrängen runt byn är mycket platt. Byn ligger vid floden Jägalas västra strand och utmed riksväg 12. Runt Lehtmetsa är det mycket glesbefolkat, med 5 invånare per kvadratkilometer. Närmaste stad är Kehra, 2 km nordväst om Lehtmetsa. I omgivningarna runt Lehtmetsa växer i huvudsak blandskog.
Trakten ingår i den hemiboreala klimatzonen. Årsmedeltemperaturen i trakten är 2 °C. Den varmaste månaden är juli, då medeltemperaturen är 16 °C, och den kallaste är januari, med −13 °C.